# Pałac Sobków w Opawie
Pałac Sobków w Opawie – zabytkowy pałac w Czechach w miejscowości Opawa.
Piętrowy barokowy pałac zbudowany w 1733 w miejscu trzech kamienic, zwieńczony czterospadowym dachem mansardowy z lukarnami. Od frontu ryzalit z głównym wejściem w portalu z filarami i balkonem z rokokową balustradą, zwieńczony trójkątnym frontonem zawierającym kartusze z herbami budowniczego Karla Josefa Rogoyskiego z Rohožníka i jego żony Schmerkowskiej von Lidkowitz. 

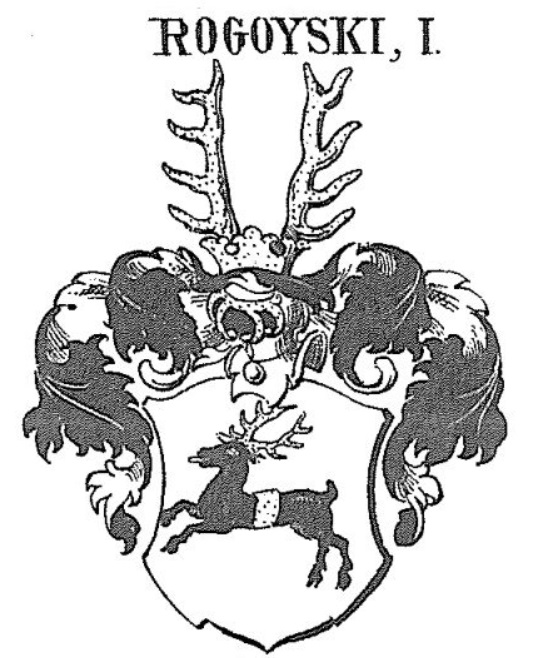
Herb  Karla Rogojskiego
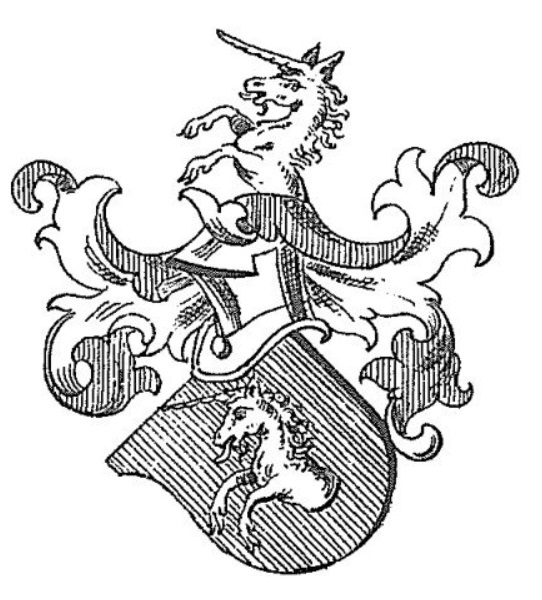
Herb Schmerkowskiej